# Victor Rascol
Pour les articles homonymes, voir Rascol.
 Victor (Ulysse Fleury) Rascol, né à Murat-sur-Vèbre le 27 mai 1824, mort chez son fils à Bessan le 5 janvier 1909, est un médecin et historiographe français, membre correspondant de l'Académie des sciences, inscriptions et belles-lettres de Toulouse.

## Biographie
La famille Rascol est une vieille famille de la région de Murat-sur-Vèbre. Son père Pierre Jean (1780-1849) était percepteur.
Victor Rascol a passé en 1850 sa thèse de médecine à Montpellier et est venu exercer dans son village, où il résidait au lieu-dit Lacour..

## Œuvres
- Victor Rascol, Étude sur le canton de Murat, Centre de recherches du patrimoine de Rieumontagné, 2006, 61 p. (BNF 40113683).
- Victor Rascol, Notice biographique sur l'abbé Jacques Rascol (1793-1875) : curé-doyen de Murat, chanoine honoraire d'Albi, Toulouse, impr. Saint-Cyprien, 1890, VII-59 p. (BNF 34178379, lire en ligne), qui était son oncle et curé de Murat-sur-Vèbre..
- Victor Rascol, Quelques réflexions sur une épidémie de rougeole observéedans le canton de Murat, Tarn, Toulouse, impr. Troyes, 1857, 47 p. (BNF 31178213, lire en ligne)
- Victor Rascol, Essai sur les luxations traumatiques récentes de l'articulation coxo-fémorale : thèse, Montpellier, 1850, 47 p. (BNF 31178213)
- Victor Rascol, "Albia christiana" : extraits relatifs à notre montagne, Centre de recherches du patrimoine de Rieumontagné, 2005, 92 p. (ISBN 2-9524880-1-0, BNF 40037143)